# Speocyclops kieferi
Speocyclops kieferi – gatunek widłonoga z rodziny Cyclopidae. Nazwa naukowa tego gatunku skorupiaków została opublikowana w 1968 roku przez francuską zoolog Françoise Lescher-Moutoué.